# On a Mission (Gabriella Cilmi)
On a Mission è un singolo della cantante australiana Gabriella Cilmi, pubblicato il 5 febbraio 2010 come primo estratto dal secondo album in studio Ten.

## Successo commerciale
Il singolo ha ottenuto un discreto successo in diversi paesi europei ed è certificato disco d'oro in Australia. È stato pubblicato anche in versione remix, contenente diverse versioni remixate della canzone e due tracce interpretate dalla cantante insieme alla rapper statunitense Eve ed H Boogie.

## Tracce
Promo - CD-Single (Island - (UMG)
1. On a Mission (With Rap) – 2:53
2. On a Mission (Without Rap) – 2:40

Promo - Remixes - CD-Maxi (Island - (UMG)
1. On a Mission (Riffs & Rays Remix) – 3:20
2. On a Mission (Riffs & Rays Club Remix) – 6:37
3. On a Mission (Wideboys Club Remix) – 7:23
4. On a Mission (Wideboys Radio Edit) – 3:20
5. On a Mission (Wideboys Dub Remix) – 6:31
6. On a Mission (feat. Eve) – 3:15
7. On a Mission (feat. H Boogie) – 3:08

## Classifiche
| Classifica (2010) | Posizione massima |
| ----------------- | ----------------- |
| Australia         | 16                |
| Austria           | 63                |
| Belgio (Fiandre)  | 56                |
| Belgio (Vallonia) | 46                |
| Italia            | 20                |
| Europa            | 30                |
| Finlandia         | 11                |
| Paesi Bassi       | 51                |
| Regno Unito       | 9                 |
| Repubblica Ceca   | 53                |
| Slovacchia        | 42                |
| Ungheria          | 10                |